# Marketing interativo
Marketing Interativo é a estratégia de marketing utilizada para identificar indivíduos, interagir, registrar como foi a interação e a sua resposta, e com base nestas informações, interagir novamente. Sua finalidade é estabelecer diálogos permanentes com os públicos de interesse. (Cerri, Alexandre. 2018).
O marketing interativo é definido com um relacionamento de permissão no canal utilizado entre a empresa e o cliente, criando uma promoção movida por anseios do cliente. Essa publicidade educada, polida e não abusiva existe porque o mercado está evoluindo para tratar melhor seu cliente. Em verdade, seu cliente não queria mais ser subjugado como um meio de obter o lucro. Estamos em um mercado que ainda trata a qualidade como o diferencial, contrário a empresas que não se comprometem com o seu objetivo básico, que é atender a necessidade do cliente no que tange o escopo de seu produto, ou seja, ser coerente. (Ronald Z. Carvalho, 2001)
Tendo como foco o cliente, a estratégia de marketing interativo subordina todos os departamentos da empresa à estrita vontade de público-alvo. Com essa mudança, a gestão da empresa deve utilizar novos paradigmas para engendrar um sistema de comunicação interdepartamental que agregue valor ao produto ofertado. O resultado é uma fidelização do cliente, que, em determinadas situações, traz mais benefícios do que investir em novos clientes. (Barbosa, Maria de Fatima Nobrega. 2006)